# Каргалейский сельсовет (Шемышейский район)
Каргалейский сельсовет — муниципальное образование со статусом сельского поселения в Шемышейском районе Пензенской области Российской Федерации.
Административный центр — село Каргалейка.

## История
Статус и границы сельского поселения установлены Законом Пензенской области от 2 ноября 2004 года № 690-ЗПО «О границах муниципальных образований Пензенской области».

## Население
| 2002 | 2010 | 2012 | 2013 | 2014 | 2015 | 2016 |
| ---- | ---- | ---- | ---- | ---- | ---- | ---- |
| 645  | ↘520 | ↘491 | ↘482 | ↘462 | ↘440 | ↘428 |
| 2017 | 2018 | 2021 |      |      |      |      |
| ↘426 | ↘417 | ↘367 |      |      |      |      |

## Состав сельского поселения
| № | Населённый пункт | Тип населённого пункта       | Население |
| - | ---------------- | ---------------------------- | --------- |
| 1 | Борятино         | село                         | ↘6        |
| 2 | Верхозим         | село                         | ↘57       |
| 3 | Каргалейка       | село, административный центр | ↘411      |
| 4 | Пестровка        | село                         | ↘46       |